# 21 avril dans les chemins de fer
21 mars 21 mai
Chronologies thématiques
- Croisades
- Sports
- Disney

Cette page concerne les événements qui se sont déroulés un 21 avril dans les chemins de fer.

## Événements

### XXesiècle
- 1908. France : ouverture de la section Porte de Clignancourt - Châtelet de la ligne 4 du métro de Paris.